# Oghenekaro Etebo
Oghenekaro Peter Etebo (født 9. november 1995 i Lagos, Nigeria), er en nigeriansk fodboldspiller (central midtbane).
Etebo spiller for Stoke City i England, som han har repræsenteret siden sommeren 2018. Han har tidligere spillet for blandt andet UD Las Palmas i Spanien og Warri Wolves i hjemlandet.

## Landshold
Etebo har (pr. juni 2018) spillet 13 kampe og scoret ét mål for det nigerianske landshold, som han debuterede for 6. juli 2013 i et opgør mod Elfenbenskysten. Han var med i den nigerianske trup til VM 2018 i Rusland.